# Sikirevci
Sikirevci est un village et une municipalité située en Slavonie, dans le comitat de Brod-Posavina, en Croatie. Au recensement de 2001, la municipalité comptait 2 707 habitants, dont 99,36 % de Croates et le village seul comptait 1 969 habitants.

## Localités
La municipalité de Sikirevci compte 2 localités : Jaruge et Sikirevci.